# 羅米·雷恩
羅米·雷恩（英語：Romi Rain，1988年1月12日—）是一名美國女色情演員、模特兒和脫衣舞孃。
雷恩出生於麻薩諸塞州波士頓，擁有義大利血統。在十幾歲時，她曾擔任過幾次女服務生。18歲時，她搬到了加利福尼亞州洛杉磯，在那為Lowrider等網站中擔任模特兒。19歲時，她開始在此的各俱樂部中擔任脫衣舞孃。
她於2012年開始進入成人電影業，當時24歲。雷恩曾於《Power Bangers: A Brazzers XXX Parody》（2017年）、《Justice League XXX: An Axel Braun Parody》（2017年）及《Deadpool XXX: An Axel Braun Parody》（2018年）等色情戲仿電影中演出。
2019年1月26日，雷恩和貝莉·瑞恩（Bailey Rayne）共同主持了第36屆AVN獎。

## 圖集

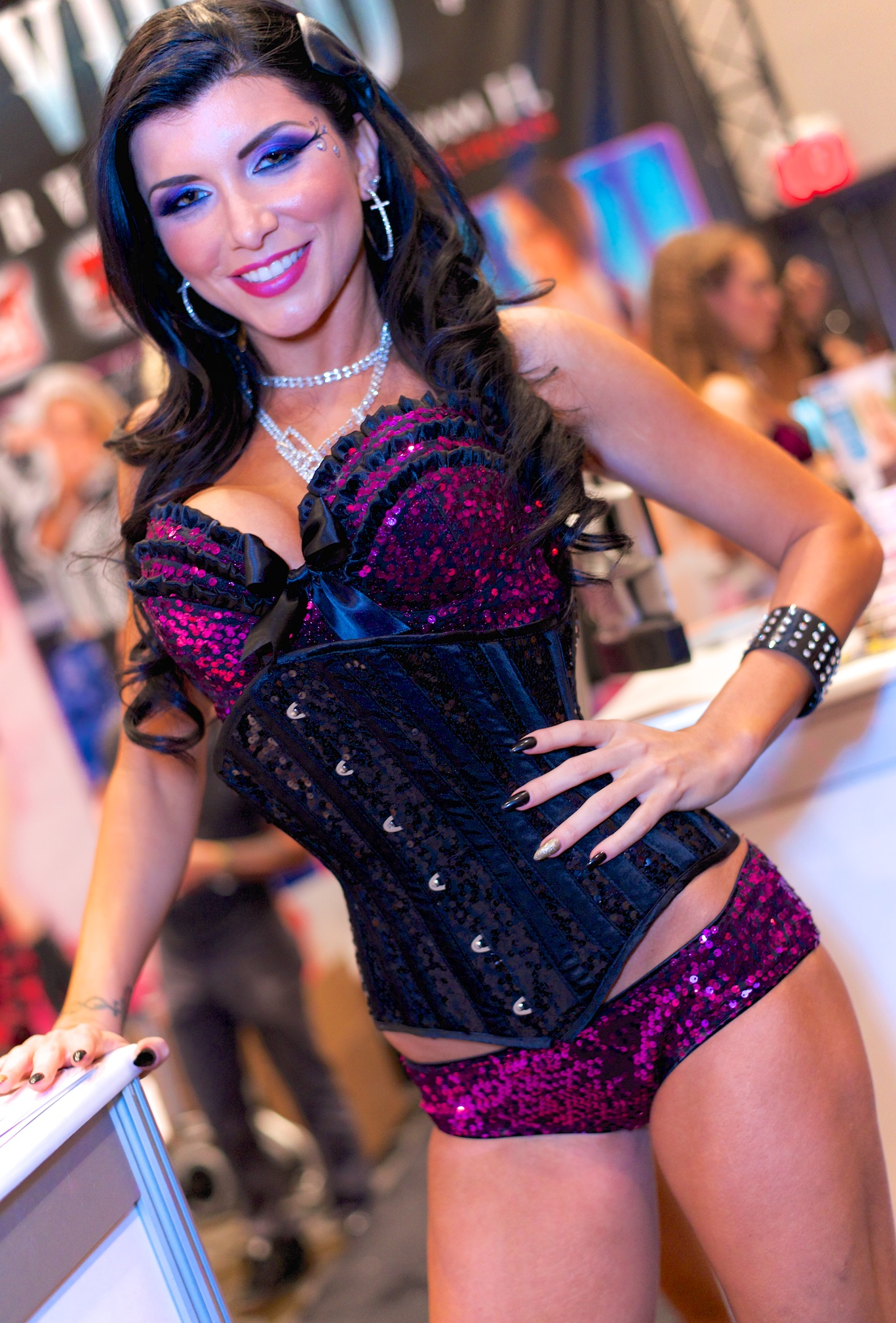
2014年，雷恩出席於AVN成人娛樂博覽會會場
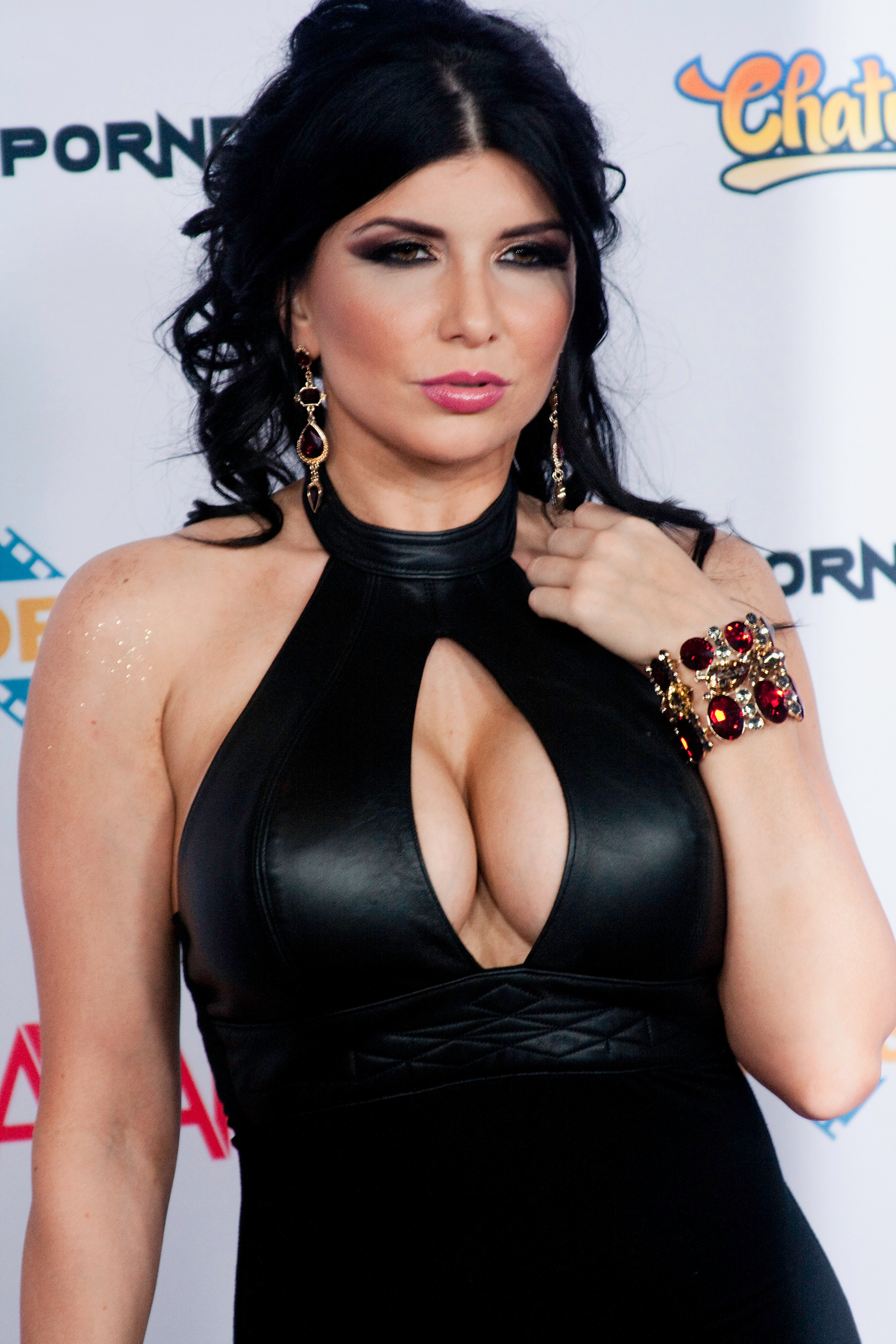
2016年，雷恩出席於AVN成人娛樂博覽會會場
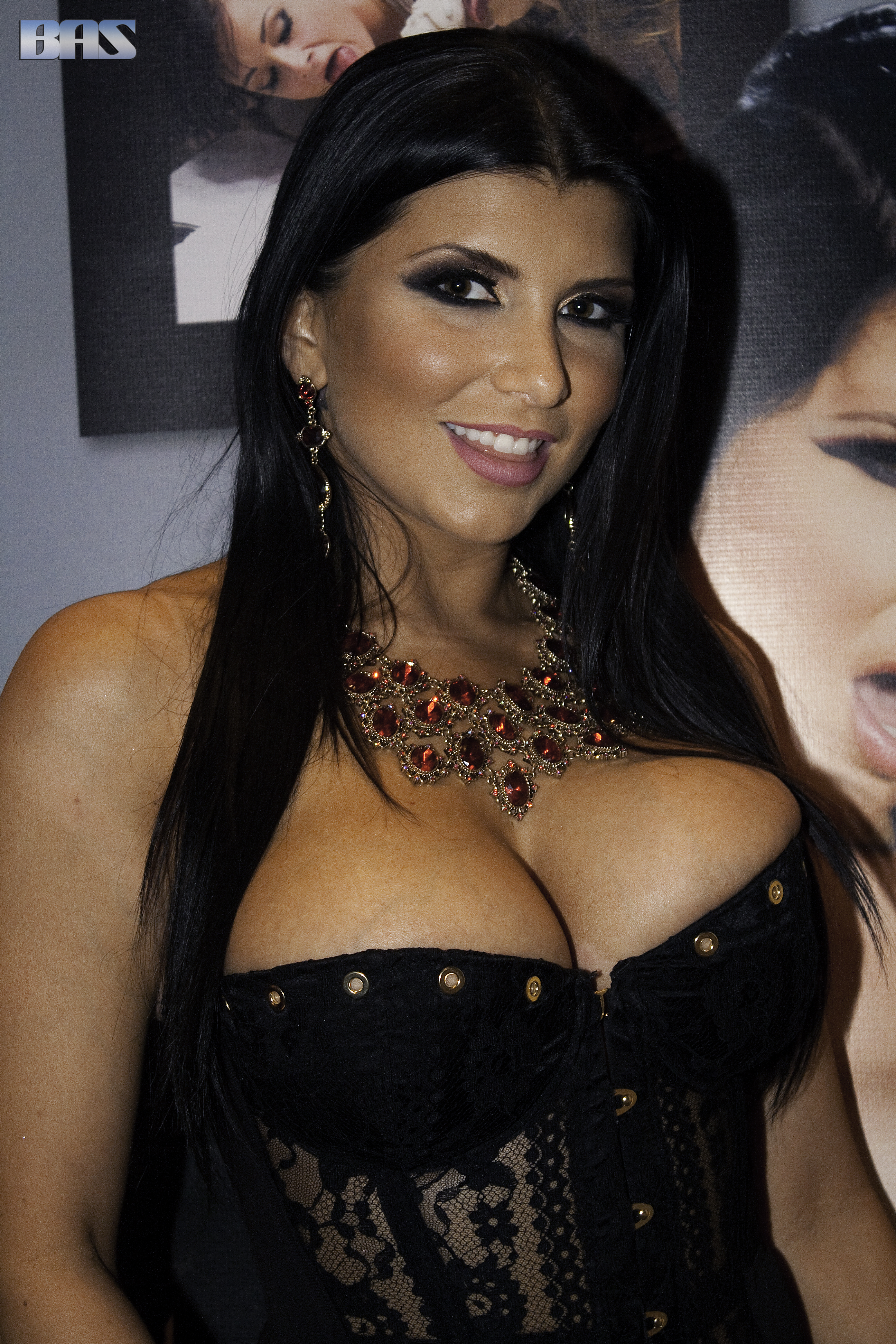
2016年，雷恩出席於AVN成人娛樂博覽會會場
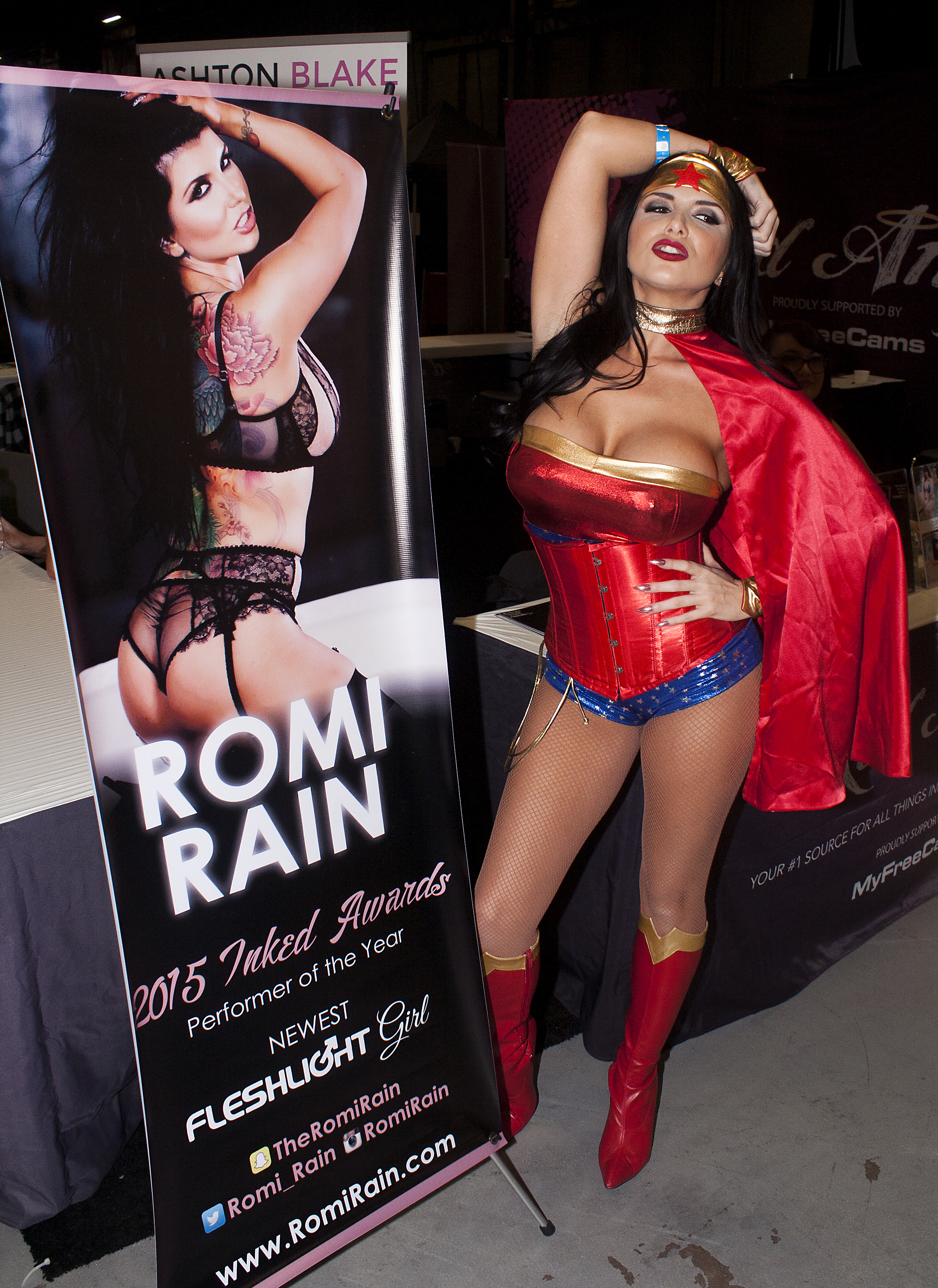
2016年，雷恩出席於Exxxotica Expo（英语：Exxxotica Expo）會場

## 外部連結
- 羅米·雷恩的Instagram帳戶
- 羅米·雷恩的X（前Twitter）
- 羅米·雷恩在互联网电影资料库（IMDb）上的資料（英文）
- 羅米·雷恩在網際網路成人電影資料庫
- 成人電影資料庫上羅米·雷恩的资料（英文）